# Байково кладбище
Ба́йково кла́дбище (укр. Байкове кладовище) — мемориальное кладбище в Киеве, одно из старейших и наиболее престижное в городе. Его площадь составляет 72,47 га. Расположено на Байковой горе в Голосеевском районе.

## Название
Названо по фамилии генерала Сергея Васильевича Байкова (1772—1848), участника Отечественной войны 1812 года и русско-турецкой войны 1828—1829 годов. После выхода в отставку генерал поселился в Киеве и купил хутор за рекой Лыбедь, который стали называть по фамилии владельца — «хутор Байкова». Впоследствии от хутора получили название Байкова гора и находящееся на ней кладбище.

## История
Байково кладбище было открыто в 1834 году с целью погребения лиц католического и лютеранского вероисповедания на отделённых частях. Несколько позднее (в декабре 1834 года) на нём было разрешено хоронить православных. Каждая из частей имела свою часовню.

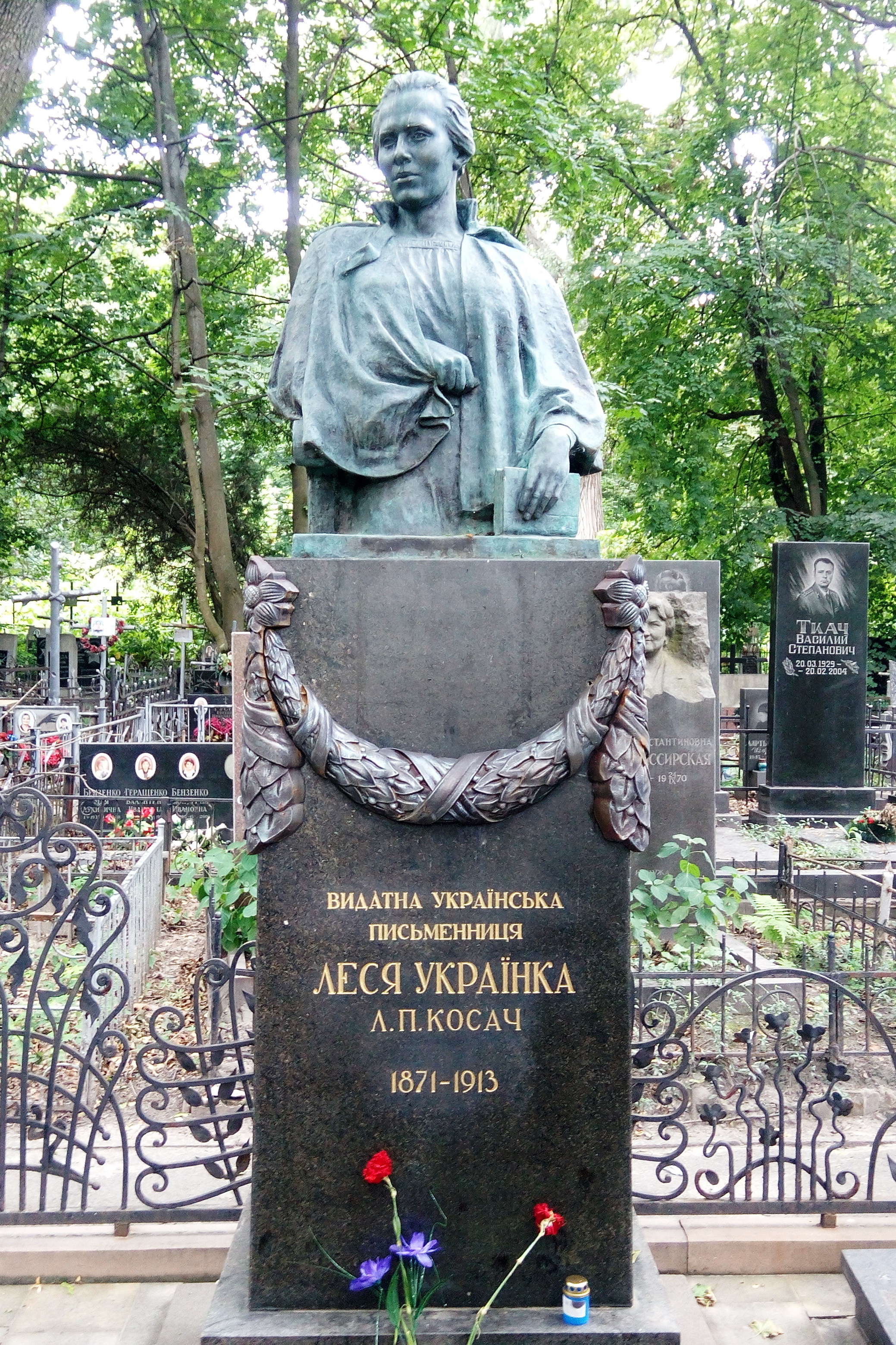
Надгробие Леси Украинки на «Старом» Байковом кладбище

Кладбище разделено Байковой улицей на две неравные части. Южная, малая часть — Старое Байково кладбище, северная, большая часть — Новое Байково кладбище, хоронить на котором начали с 80-х годов XIX века. Новое кладбище ограждено каменной стеной, входные ворота которой стилизованы под церковь, костёл и кирху. В 1884—1889 годах на его территории построили каменную Вознесенскую церковь (архитектор Владимир Николаев). Прежняя Дмитриевская церковь на Старом кладбище была закрыта и в 1890-е годы разобрана; на месте её алтаря сохранился памятный камень.
На территории Байкова кладбища находится около двадцати старых склепов. Все склепы разнообразной архитектуры. Их объединяет лишь внутреннее устройство: маленькая комната, куда заходили люди для поминовения усопших, и ограждённое решёткой подземелье, в котором находились гробы. Многие склепы были построены известными архитекторами: В. Городецким, В. Николаевым, И. Николаевым и другими.
Все эти склепы уникальны, поскольку были построены согласно традициям, соответствующим вероисповеданиям умерших, — православным, католическим, лютеранским. Бо́льшая часть надписей была уничтожена во время Великой Отечественной войны. В период войны люди прятались в склепах целыми семьями, в основном это были семьи евреев. Позже склепы служили приютами для бездомных. Сегодня склепы находятся в плачевном состоянии, многие усыпальницы раскрыты и ограблены.

## Крематорий
С 1975 года за кладбищем действует крематорий, спроектированный архитектором А. Милецким, а с 1983 года существует колумбарий.

## Галерея

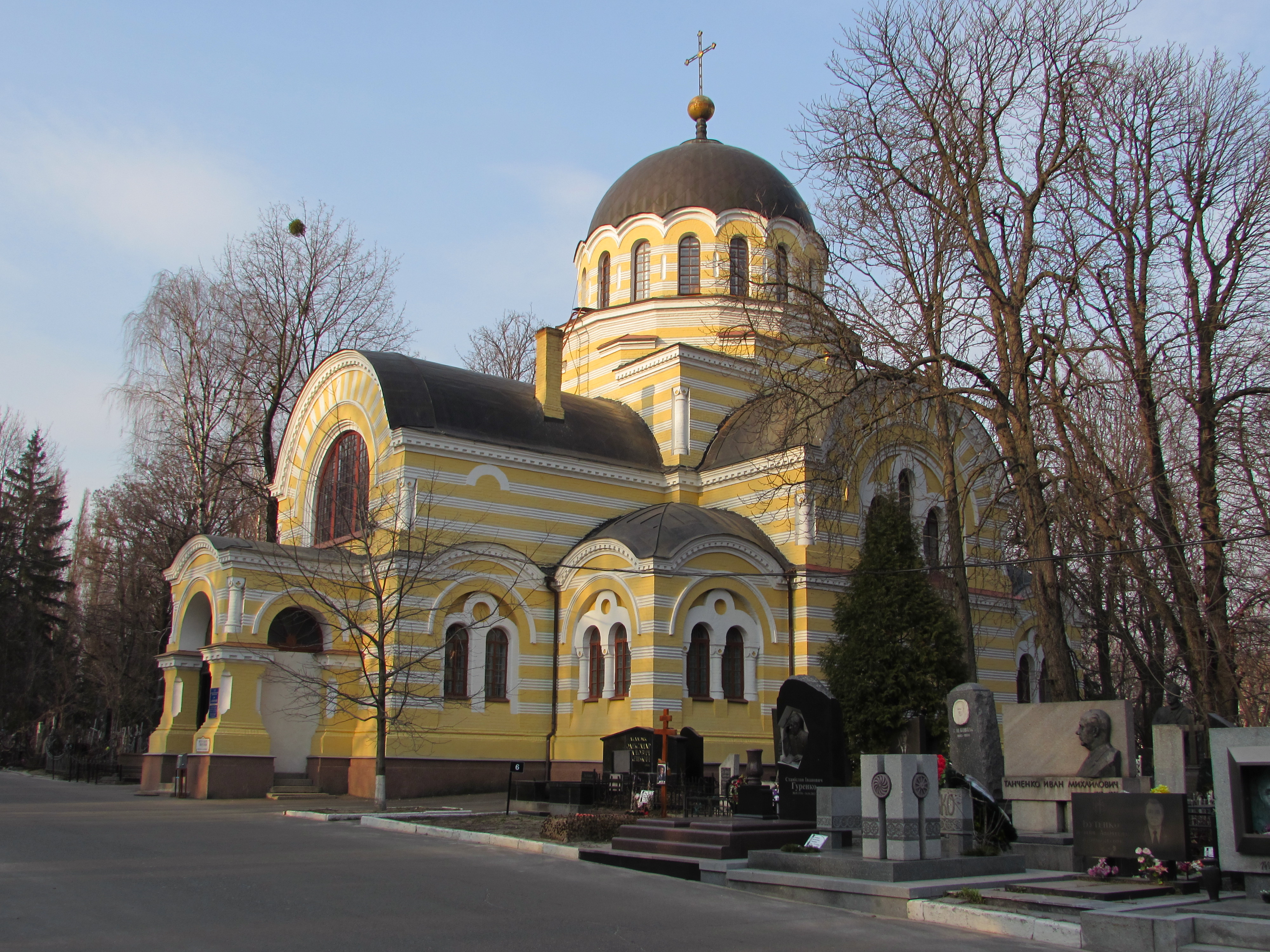
Вознесенская церковь
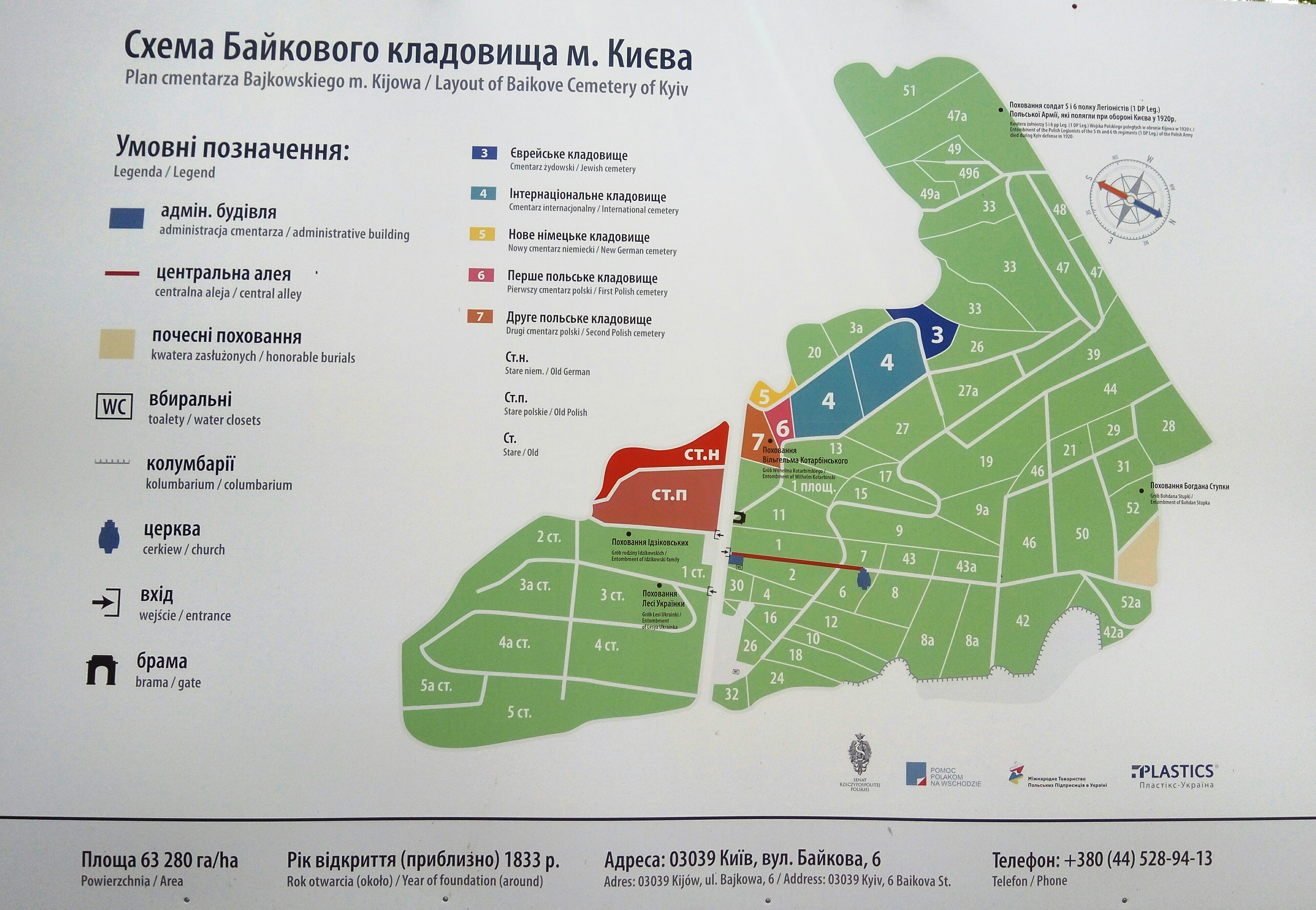
План-схема
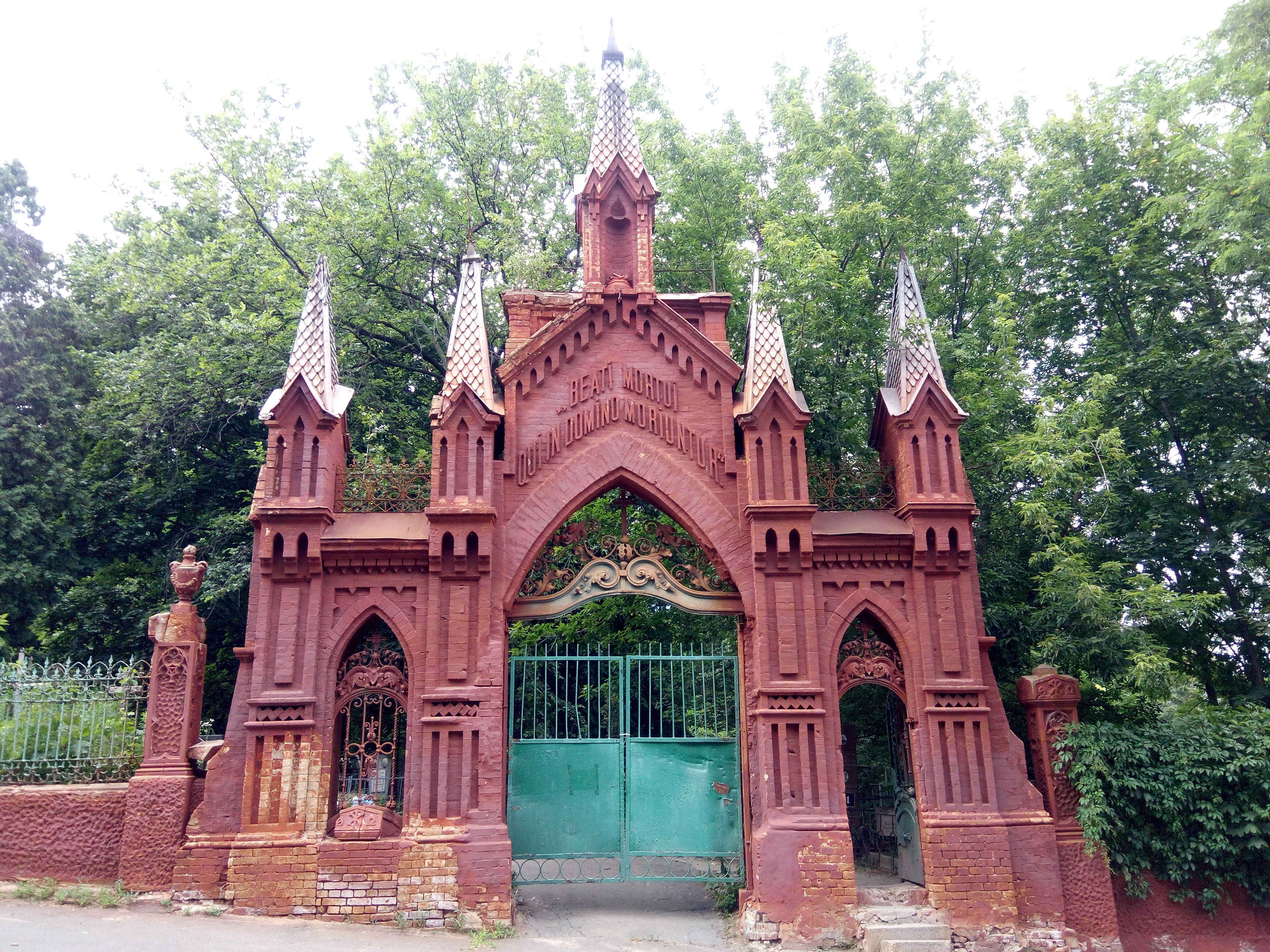
Ворота лютеранского кладбища
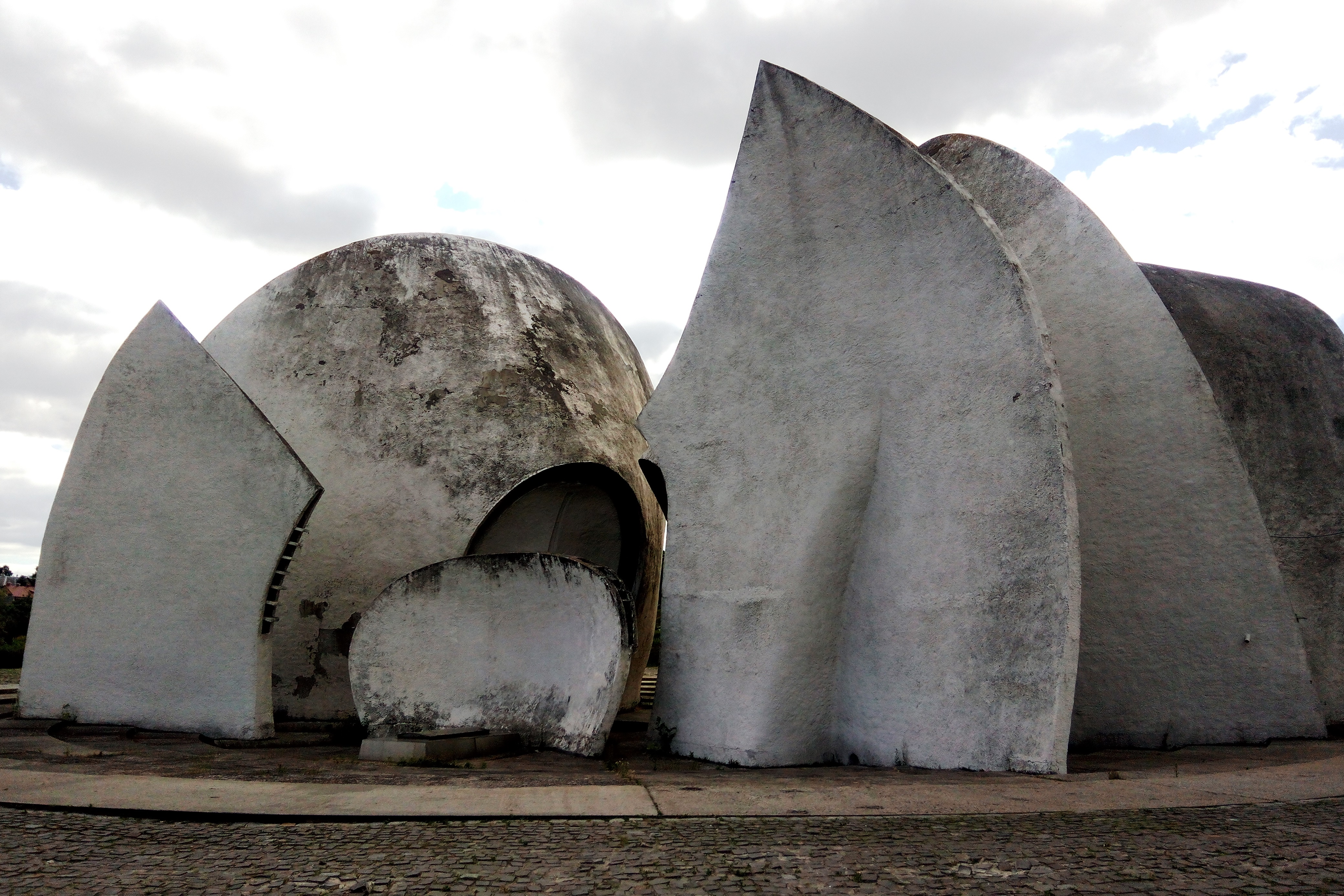
Крематорий